# Arămoaia
Arămoaia – wieś w Rumunii, w okręgu Neamț, w gminie Tupilați. W 2011 roku liczyła 130 mieszkańców.